# كأس العالم للسيدات تحت 17 سنة لكرة القدم
كأس العالم للسيدات تحت 17 سنة هي بطولة كرة قدم عالمية خاصة بالسيدات تحت 17 سنة، ينظمه الاتحاد الدولي لكرة القدم، تقام هذه البطولة كل عامين. أقيمت لأول مرة سنة 2008 بنيوزيلندا.
البطل الحالي للبطولة منتخب اليابان بعد فوزه على منتخب إسبانيا بهدفين لصفر في بطولة 2014 المقامة بكوستاريكا.

## التاريخ
في عام 2003 وبعد نجاح كأس العالم للسيدات تحت 19 سنة 2002، التي أقيمت بكندا، اقترح الفيفا إضافة بطولة ثانية للسيدات الأصغر.
أقيمت البطولة الأولى سنة 2008 بنيوزيلندا من 28 أكتوبر إلى 16 نوفمبر. المدن الذين أقيمت بهم البطولة هم: مدينة الميناء الشمالي (ملعب الميناء الشمالي)، هاميلتون (ملعب وايكاتيو)، ويلينغتون (ملعب ويلينغتون الإقليمي) وكرايستشرش (ملعب الملكة إليزابيث الثانية).

## التصفيات
| الإتحاد                               | البطولة                                        |
| ------------------------------------- | ---------------------------------------------- |
| أي إف سي (آسيا)                       | بطولة آسيا تحت 16 سنة لكرة القدم للسيدات       |
| الكاف (أفريقيا)                       | بطولة أفريقيا تحت 17 لكرة القدم للسيدات        |
| كونكاكاف (شمال, وسط أمريكا والكاريبي) | بطولة الكونكاكاف تحت 17 سنة لكرة القدم للسيدات |
| كونميبول (أمريكا الجنوبية)            | بطولة أمريكا الجنوبية تحت 17 سنة للسيدات       |
| أو إف سي (أوقيانوسيا)                 | بطولة أوقيانوسيا تحت 17 سنة لكرة القدم للسيدات |
| يويفا (أوروبا)                        | بطولة أوروبا تحت 17 سنة لكرة القدم للسيدات     |

## النتائج
| السنة       | المستضيف         |                | النهائي                    | النهائي          | النهائي |                    | تحديد المركز الثالث | تحديد المركز الثالث  | تحديد المركز الثالث |    |
| السنة       | المستضيف         | البطل          | النتيجة                    | الثاني           | الثالث  | النتيجة            | الرابع              | عدد منتخبات المشاركة |                     |    |
| ----------- | ---------------- | -------------- | -------------------------- | ---------------- | ------- | ------------------ | ------------------- | -------------------- | ------------------- | -- |
| 2008 تفاصيل | نيوزيلندا        | كوريا الشمالية | 2 - 1 (ش.إض.)              | الولايات المتحدة | ألمانيا | 3 - 0              | إنجلترا             | 16                   |                     |    |
| 2010 تفاصيل | ترينيداد وتوباغو | كوريا الجنوبية | 3 - 3 (ش.إض.) 5 - 4 (ر.ت.) | اليابان          | إسبانيا | 1 - 0              | كوريا الشمالية      | 16                   |                     |    |
| 2012 تفاصيل | أذربيجان         | فرنسا          | 1 - 1 (ش.إض.) 7 - 6 (ر.ت.) | كوريا الشمالية   | غانا    | 1 - 0              | ألمانيا             | 16                   |                     |    |
| 2014 تفاصيل | كوستاريكا        | اليابان        | 2 - 0                      | إسبانيا          | إيطاليا | 4 - 4 2 - 0 (ر.ت.) | فنزويلا             | 16                   |                     |    |
| 2016 تفاصيل | الأردن           | كوريا الشمالية | 0 - 0 5 - 4 (ر.ت.)         | اليابان          | إسبانيا | 2 - 0              | فنزويلا             | 16                   |                     |    |
| 2018 تفاصيل | الأوروغواي       |                |                            |                  |         |                    |                     |                      |                     | 16 |

## مجموع الفائزين
| المنتخب                    | البطل           | الوصيف          | الثالث         | الرابع          |
| -------------------------- | --------------- | --------------- | -------------- | --------------- |
| كوريا الشمالية             | 2 (2008 – 2016) | 1 (2012)        | –              | 1 (2010)        |
| اليابان                    | 1 (2014)        | 2 (2010 – 2016) | –              | –               |
| كوريا الجنوبية             | 1 (2010)        | –               | –              | –               |
| فرنسا                      | 1 (2012)        | –               | –              | –               |
| إسبانيا                    | –               | 1 (2014)        | 2 (2010، 2016) | –               |
| الولايات المتحدة الأمريكية | –               | 1 (2008)        | –              | –               |
| ألمانيا                    | –               | –               | 1 (2008)       | 1 (2012)        |
| غانا                       | –               | –               | 1 (2012)       | –               |
| إيطاليا                    | –               | –               | 1 (2014)       | –               |
| فنزويلا                    | –               | –               | –              | 2 (2014 – 2016) |
| إنجلترا                    | –               | –               | –              | 1 (2008)        |

## نتائج فريق شاملة في كل نهائيات كأس العالم
التفاصيل
- 1st – البطل
- 2nd – الوصيف
- 3rd – مركز الثالث
- 4th – مركز الرابع
- ر.ت– ربع النهائي
- م.ج– مرحلة المجموعات
- م.ج 1 – جولة 1, مرحلة المجموعات
- •  – لم تتأهل
- ×  – لم تدخل / انسحب
- XX – المنتخب غير موجود أو كان الفريق الوطني معاقب
- – مستضيف
- م - متأهل لكل بطولة، يتم عرض علم المنتخب المضيف وعدد الفرق في كل نهائيات نهائية (بين قوسين)

| المنتخب          | 2008 (16)         | 2010 (16)         | 2012 (16)         | 2014 (16)       | 2016 (16)       | 2018 (16)            | 2020 (16) | المجموع |
| ---------------- | ----------------- | ----------------- | ----------------- | --------------- | --------------- | -------------------- | --------- | ------- |
| أذربيجان         | •                 | •                 | مرحلة المجموعات 1 | •               | •               | •                    |           | 1       |
| البرازيل         | مرحلة المجموعات 1 | ربع النهائي       | ربع النهائي       | •               | مرحلة المجموعات | مرحلة المجموعات      |           | 5       |
| الكاميرون        | •                 | ×                 | •                 | ×               | مرحلة المجموعات | تأهل                 |           | 2       |
| كندا             | ربع النهائي       | مرحلة المجموعات 1 | ربع النهائي       | ربع النهائي     | مرحلة المجموعات | تأهل                 |           | 6       |
| تشيلي            | •                 | مرحلة المجموعات 1 | •                 | •               | •               | •                    |           | 1       |
| الصين            | •                 | •                 | مرحلة المجموعات 1 | مرحلة المجموعات | •               | •                    |           | 2       |
| كولومبيا         | مرحلة المجموعات 1 | •                 | مرحلة المجموعات 1 | مرحلة المجموعات | •               | تأهل                 |           | 4       |
| كوستاريكا        | مرحلة المجموعات 1 | •                 | •                 | مرحلة المجموعات | •               | •                    |           | 2       |
| الدنمارك         | تأهل              | •                 | •                 | •               | •               | •                    |           | 1       |
| إنجلترا          | الرابع            | •                 | •                 | •               | ربع النهائي     | •                    |           | 2       |
| فنلندا           | •                 | •                 | •                 | •               | •               | مرحلة المجموعات      |           | 1       |
| فرنسا            | مرحلة المجموعات 1 | •                 | البطل             | •               | •               | •                    |           | 2       |
| غامبيا           | ×                 | ×                 | مرحلة المجموعات 1 | ×               | ×               | •                    |           | 1       |
| ألمانيا          | الثالث            | ربع النهائي       | الرابع            | مرحلة المجموعات | ربع النهائي     | تأهل                 |           | 6       |
| غانا             | مرحلة المجموعات 1 | مرحلة المجموعات 1 | الثالث            | ربع النهائي     | ربع النهائي     | تأهل إلى ربع النهائي |           | 6       |
| إيطاليا          | •                 | •                 | •                 | الثالث          | •               | •                    |           | 1       |
| اليابان          | ربع النهائي       | الثاني            | ربع النهائي       | البطل           | الثاني          | تأهل إلى ربع النهائي |           | 6       |
| الأردن           | •                 | •                 | •                 | •               | مرحلة المجموعات | •                    |           | 1       |
| المكسيك          | •                 | مرحلة المجموعات 1 | مرحلة المجموعات 1 | ربع النهائي     | ربع النهائي     | تأهل إلى ربع النهائي |           | 5       |
| نيوزيلندا        | مرحلة المجموعات 1 | مرحلة المجموعات 1 | مرحلة المجموعات 1 | مرحلة المجموعات | مرحلة المجموعات | تأهل إلى ربع النهائي |           | 6       |
| نيجيريا          | مرحلة المجموعات 1 | ربع النهائي       | ربع النهائي       | ربع النهائي     | مرحلة المجموعات | •                    |           | 5       |
| كوريا الشمالية   | البطل             | الرابع            | الثاني            | مرحلة المجموعات | البطل           | تأهل                 |           | 6       |
| باراغواي         | مرحلة المجموعات 1 | •                 | •                 | مرحلة المجموعات | مرحلة المجموعات | •                    |           | 3       |
| جمهورية أيرلندا  | •                 | ربع النهائي       | •                 | •               | •               | •                    |           | 1       |
| جنوب إفريقيا     | •                 | مرحلة المجموعات 1 | •                 | •               | •               | مرحلة المجموعات      |           | 2       |
| كوريا الجنوبية   | ربع النهائي       | البطل             | •                 | •               | •               | مرحلة المجموعات      |           | 3       |
| إسبانيا          | •                 | الثالث            | •                 | الثاني          | الثالث          | تأهل                 |           | 4       |
| ترينيداد وتوباغو | •                 | مرحلة المجموعات 1 | •                 | •               | •               | •                    |           | 1       |
| الولايات المتحدة | الثاني            | •                 | مرحلة المجموعات 1 | •               | مرحلة المجموعات | تأهل                 |           | 4       |
| الأوروغواي       | •                 | •                 | مرحلة المجموعات 1 | •               | •               | مرحلة المجموعات      |           | 2       |
| فنزويلا          | •                 | مرحلة المجموعات 1 | •                 | الرابع          | الرابع          | •                    |           | 3       |
| زامبيا           | •                 | ×                 | •                 | مرحلة المجموعات | ×               | •                    |           | 1       |

## الجوائز
| البطولة               | الكرة الذهبية          | جائزة الحذاء الذهبي             | الأهداف | القفاز الذهبي    | جائزة اللعب النظيف |
| --------------------- | ---------------------- | ------------------------------- | ------- | ---------------- | ------------------ |
| نيوزيلندا 2008        | مانا إيوابوشي          | دزسينيفير ماروزسان              | 6       | تايلور فانسيل    | ألمانيا            |
| ترينيداد وتوباغو 2010 | يو مينجي               | يو مينجي                        | 8       | دولوريس غالاردو  | ألمانيا            |
| أذربيجان 2012         | غريدج إمبوك باثي       | ري يون سيم                      | 8       | رومان برونو      | اليابان            |
| كوستاريكا 2014        | هينا سوغيتا فوك ناغانو | دينا كاستيلانوس غابرييلا غارسيا | 6       | ماميكو ماتسوموتو | اليابان            |
| الأردن 2016           | فوك ناغانو             | لورينا نافارو                   | 8       | نويليا راموس     | اليابان            |
| الأوروغواي 2018       |                        |                                 |         |                  |                    |